# غزو طرابلس (1009-1010)
غزو طرابلس (1009-1010)، هي حملة بقيادة باديس بن المنصور لإرجاع طرابلس ضمن الدولة الزيرية.

## الغزو
بعد وفاة فلفل بن سعيد بن خزرون مؤسس دولة بنو خزرون في طرابلس سنة 400هـ / 1009، تسلم أخوه ورو بن سعيد الحكم من بعده و أطاعته زناتة، و في نفس تلك السنة خرج باديس بن المنصور بجيش عظيم إلى طرابلس ليحارب زناتة، فوصل إلى طربلس يوم الاثنين 7 شعبان 400هـ / 26 مارس 1010. فتلقاه الناس مسرورين مستبشرين و نصبوا له خيام الديباج و القباب الجليلة فنزل باديس، لكن عاصفة عظيمة جائت فخربت كل الخيام، و عندما علم ورو أنه لن يقدر على باديس لكثرة جنده رحل و انشق الكثير من جيش طرابلس و انضموا لباديس، و دخل باديس طرابلس و نزل قصر فلفل، و ادعى ابن الأثير أن أهل طرابلس فروا عند دخول باديس، و جائت رسل ورو بن سعيد تطلب الأمان و العفو، فعفا عنهم باديس و أشهد بذلك على نفسه بشرط أن يغادروا طرابلس. تم تولية محمد بن الحسن على طرابلس و ورّو بن سعيد على نفزاوة، ثم عاد باديس إلى المنصورية مع زناتة و أكرمهم. و بعد الغزو أرسل الحاكم بأمر الله يبارك لباديس نصره، و أعطاه الكثير من الهدايا و أضاف له برقة تقديرا لإخلاصه.